# Dominicaanse Onafhankelijkheidsoorlog
De Dominicaanse Onafhankelijkheidsoorlog was de oorlog voor een vrije Spaanstalige republiek op het eiland Hispaniola, waardoor op 27 februari 1844 de Republica Dominicana kon worden gesticht.

## Geschiedenis

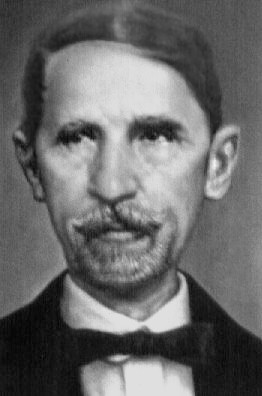
Juan Pablo Duarte

Na de inval door de Haïtianen in 1804 is er in verschillende perioden strijd geleverd voor een republiek op het Spaanstalige deel van Hispaniola.
De eerste Onafhankelijkheidsstrijd was in 1821 waaruit de Republiek Santo Domingo ontstond, maar werd binnen een jaar door Jean-Pierre Boyer van Haïti eenvoudig geannexeerd.
De grote Dominicaanse Onafhankelijkheidsoorlog begon in 1838 met de oprichting van La Trinitaria door Juan Pablo Duarte.
Zijn doel was de Haïtianen te verdrijven en een vrije República Dominicana te stichten.
Duarte werd later bijgestaan door Ramón Matías Mella, Francisco del Rosario Sánchez en Pedro Santana.
Tijdens de voorbereiding en de oorlog zelf zijn er verschillende belangrijke situaties ontstaan die de afloop hebben beïnvloed, zoals:
- Juan Pablo Duarte, die vasthield aan een vrije republiek, werd kort voor de militaire strijd door Santana verbannen die aansluiting bij Spanje wilde. Nadat Duarte was verbannen namen Francisco del Rosario Sánchez de organisatorische leiding en Ramón Matías Mella de organisatie van het leger over.
- Mede door verschillende aardbevingen in 1842, die van grote invloed waren op de politieke stabiliteit op het eiland, zocht Mella in 1843 samenwerking met Haïtiaanse oppositieleider Charles Rivière-Hérard[2] om het bewind van Boyer omver te werpen. Nadat Boyer was verdreven werd Mella door Herard gevangengenomen. Mella werd echter door een groot deel van de bevolking gesteund, waarna Herard hem weer vrij moest laten omdat hij zonder de steun van de bevolking niet kon regeren.
- Na het uitroepen van de republiek op 27 februari 1844 werd Santana legeraanvoerder maar hield vast aan aansluiting bij Spanje. De tijdelijke regering wilde Santana daardoor vervangen, waarna Santana de voorvechters van een vrije republiek gevangennam of het land uitstuurden. Hij riep zich uit tot president en vroeg bij Spanje de annexatie van de Dominicaanse republiek aan.[3]

## De strijd
Door het Trinitaria waren een aantal landen bereid gevonden legeronderdelen ter beschikking te stellen. In 1844 trokken de legers uit verschillende delen van het land naar de hoofdstad Santo Domingo en bevrijdde de gebieden waar zij doortrokken.
Bij de hoofdstad begon Mella met de bestorming van Fort San Gil, dat aan het begin van de westelijke stadsmuur stond en trok daarna naar de Puerta de la Misericordia die hij innam met hulp van stadsbewoners.
Hierna trok het leger naar de Puerta del Conde, de hoofdpoort van Santo Domingo en kon deze op 27 februari 1844, met medewerking van de poortcommandant zonder een schot overnemen. Hierna kon de eerste Dominicaanse vlag worden getoond.
Op 19 maart 1844 bereikte de onafhankelijkheid Azua, onder de nationale leiding van Duarte en militaire leiding van Santana, dankzij de overwinning op het slagveld met artillerie en twee kanonnen.
Doordat Santana Azua na enige tijd weer verliet, namen de Haïtianen de stad weer in. Bij de dreiging van de herovering door Santana verwoestten de Haïtianen de stad en is nu bekend als Pueblo Viejo.
Na de officiële instelling van de Dominicaanse Republiek werd op 24 januari 1856 in Dajabón en Puerto Plata nog gevochten bij de slag van Sabana Larga en Jácuba tussen troepen van de Dominicaanse Republiek en resten van het Haïtiaanse verzet.
Ook daarna waren er nog dreigingen van Haïtiaanse invallen wat weer van grote invloed was op de politieke gebeurtenissen met de daarbij geleverde strijd.

## Veldslagen
Na 27 februari 1844 waren nog vier kampanjes nodig om de onafhankelijkheid te kunnen behouden.
| Naam            | Datum             | Plaats     |
| --------------- | ----------------- | ---------- |
| Eerste kampanje |                   |            |
| 19 de Marzo     | 19 maart 1844     | Azua       |
| 30 de Marzo     | 30 maart 1844     | Santiago   |
| El Memiso       | 13 maart 1844     | Azua       |
| Tortuguero      | 13 april 1844     | Azua       |
| Tweede kampanje |                   |            |
| La Estrelleta   | 17 september 1845 | Elías Piña |
| Beller          | 28 oktober 1845   | Dajabón    |
| Derde kampanje  |                   |            |
| El Número       | 17 april 1849     | Azua       |
| Las Carreras    | 23 april 1849     | Azua       |
| Vierde kampanje |                   |            |
| Santomé         | 22 december 1855  | San Juan   |
| Cambronal       | 22 december 1855  | Neiba      |
| Sabana Larga    | 24 januari 1856   | Dajabón    |

## Andere vrijheidsstrijden
Omstreeks de jaren 1824, 1830, 1865, 1916, 1965 is ook nog strijd geleverd voor de vrijheid van het Spaanstalige deel van Hispaniola.
- In 1824 bij de voorbereiding van een opstand en bekend als het Verraad van Alcarrizos.
- In 1830 wilde Spanje de heerschappij weer overnemen.
- In 1865 werd Spanje uit de Dominicaanse Republiek verdreven, einde España Boba.
- In de periode 1916 en 1965 zijn er twee interventies van de Verenigde Staten geweest.